# 고경민
고경민(한국 한자: 高敬旻, 1987년 4월 11일 ~ )은 대한민국의 전 축구 선수이며 포지션은 공격수였다. 현재 부천 FC 1995의 코치를 맡고있다.

## 축구인 경력

### 선수 경력
2010년 드래프트 이후 입단 테스트를 통해 추가 지명으로 인천 유나이티드에 입단하였다. 리그 2경기 출전에 그친 후 팀을 떠나 울산 현대미포조선에 입단하였다.
2012년 용인시청에 입단하여 25경기 12골을 기록하며 팀이 역사상 처음으로 6강 PO에 오르는 데 기여하였다. 이 활약을 바탕으로 2013년 K리그 챌린지 FC 안양에 입단하며 프로 무대에 복귀하였다. 안양에서도 18경기 6골을 기록하며 순항하던 중 시즌 중반인 8월 군 복무를 위해 경찰 축구단에 입단하였다.
2015년 12월 29일, 부산 아이파크로의 이적이 발표되었다.
2017년 9월 3일 대전 시티즌과의 경기를 통해 프로 데뷔 이휴 첫 해트트릭을 성공시켰었다. 하지만 2017년 11월 26일 승강 플레이오프 2차전 승부차기에서 4번째 키커로 나갔지만 실축하면서 승격 좌절의 원흉이 되기도 했다.
2019년 1월 3일 경남 FC로 이적하였다.